# Georg Thoma
Georg Thoma (n. 20 august 1937, Hinterzarten, Marele Ducat de Baden, Germania) este un săritor cu schiurile ce a reprezentat Germania de Vest, medaliat olimpic. A participat la 2 ediții ale Jocurilor Olimpice (1960, 1964) în care a câștigat o medalie de aur și o medalie de bronz.